# TRAPPIST-1
2MASS J23062928-0502285
Pour les articles homonymes, voir Trappiste (homonymie).
Désignations
TRAPPIST-1, aussi nommé 2MASS J23062928-0502285, est une naine rouge ultra-froide, un peu plus grande mais beaucoup plus massive que la planète Jupiter, et beaucoup plus froide que le Soleil. Elle est située à environ 40,5 années-lumière de la Terre, dans la constellation du Verseau. Son système planétaire est constitué d'au moins sept planètes rocheuses et est ainsi le plus important détecté à ce jour. Il s'agit de planètes de dimensions (taille et masse) similaires ou inférieures à celle de la Terre (entre 0,77 et 1,15 rayon terrestre et entre 0,33 et 1,16 masse terrestre). Ce système a la particularité d'être très compact car toutes les planètes sont situées sur une orbite plus petite que celle de Mercure. Trois à six d'entre elles sont situées dans la zone habitable.
L'étoile fut d'abord découverte en 1999 par l'astronome John Gizis et ses collègues dans le cadre du programme Two Micron All-Sky Survey (2MASS). Puis trois de ses planètes sont découvertes en 2015 à l'aide du télescope belge TRAPPIST (the TRAnsiting Planets and Planetesimals Small Telescope) installé sur deux sites : le site TRAPPIST-S (TRAPPIST Sud) à l'Observatoire de La Silla, au Chili et le site TRAPPIST-N (TRAPPIST Nord) à l'observatoire de l'Oukaïmeden au Maroc. Les informations fournies par ces deux télescopes ont été croisées et complétées par celles de quatre télescopes basés aux Canaries, à Hawaï et en Afrique du Sud et enfin par une observation durant une vingtaine de jours à l'aide du télescope spatial Spitzer, ce qui a permis de découvrir les quatre autres planètes.

## Le système planétaire

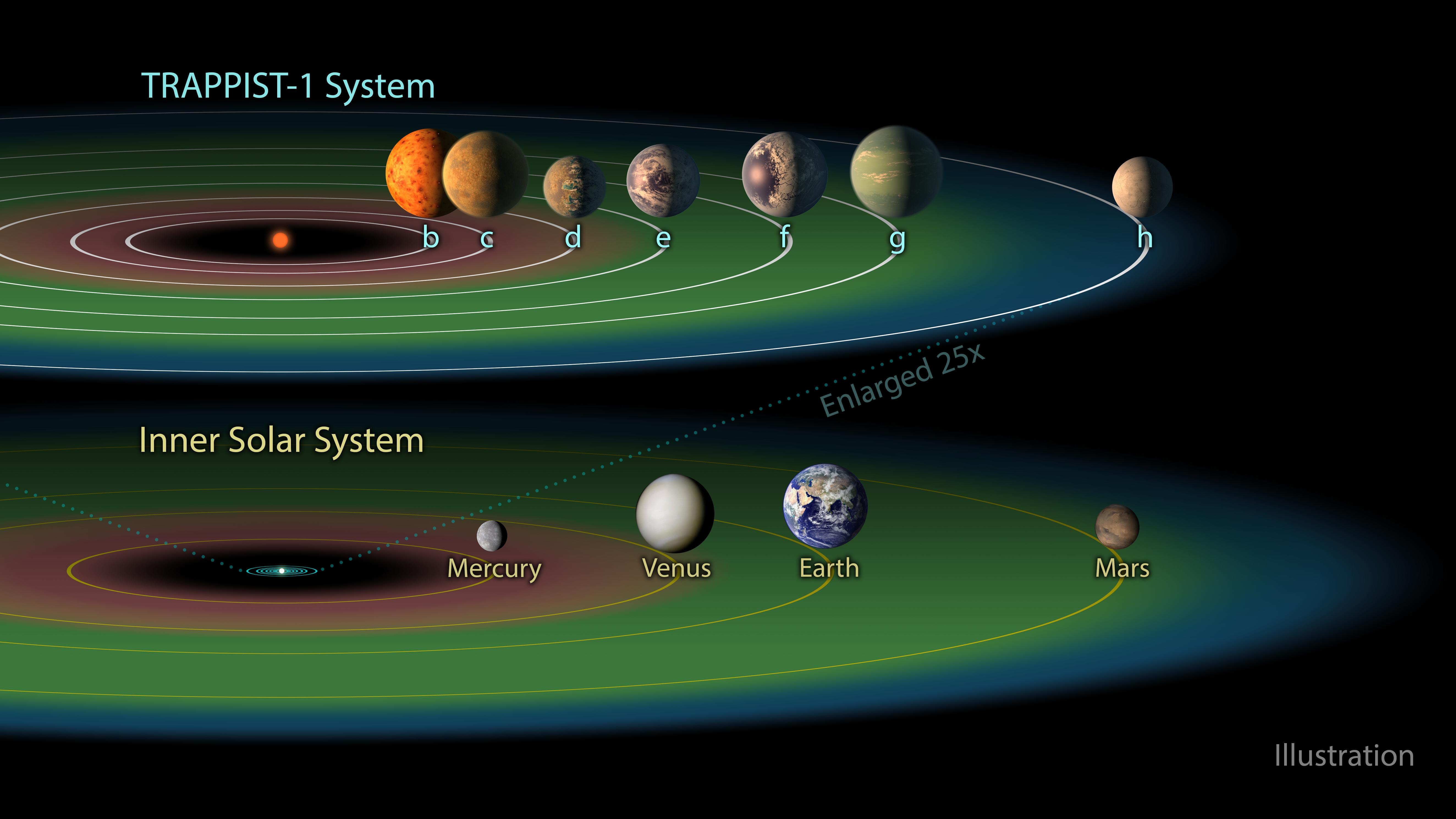
Système planétaire de TRAPPIST-1 en comparaison avec le système solaire interne.

Le système planétaire se trouve à une distance de 12,43 ± 0,02 pc (∼40,5 al) de la Terre. Il comporte une étoile et au moins sept planètes. Ces planètes ont des rayons proches de celui de la Terre et des masses comparables.
Ces planètes sont très proches de leur étoile, autour de laquelle elles orbitent à de très faibles distances : elles sont six à quarante fois plus proches de leur étoile que Mercure ne l'est de l'astre solaire dans notre système. Ces orbites sont en résonance les unes avec les autres : pendant que la planète TRAPPIST-1 b effectue huit révolutions, les planètes c, d, e, f et g effectuent respectivement 5, 3, 2, 4/3 et 1 révolution.
Les planètes découvertes possèdent probablement toutes une rotation synchrone, et présentent donc toujours la même face à leur étoile. Trois d'entre elles (TRAPPIST-1 e, TRAPPIST-1 f et TRAPPIST-1 g) sont situées à une distance de leur étoile qui pourrait leur permettre d'abriter de l'eau liquide. TRAPPIST-1 e, TRAPPIST-1 f et TRAPPIST-1 g pourraient posséder un océan d'eau liquide en surface et une atmosphère similaire à celle de la Terre bien que verrouillées gravitationnellement. Possédant des atmosphères identiques, TRAPPIST-1 b, TRAPPIST-1 c et TRAPPIST-1 d subiraient un emballement de l'effet de serre bien que la possibilité d'eau liquide en surface dans des régions limitées ne soit pas exclue (à la condition qu'une partie de l'eau se soit maintenue durant la phase chaude de la formation du système). Bien qu'elle soit plus faible que celle émise par d'autres naines M tardives, les planètes du système subissent néanmoins une forte irradiation dans les domaines de l'ultraviolet extrême et du rayonnement X en comparaison de la Terre,, ce qui pourrait avoir des conséquences significatives sur le maintien de leur atmosphère en favorisant notamment la photodissociation de la vapeur d'eau et l'échappement atmosphérique de l'hydrogène. La forte activité de TRAPPIST-1 a est à l'origine de tempêtes stellaires importantes qui font temporairement mais significativement reculer la zone habitable et pourraient également modifier l'atmosphère des exoplanètes du système (un champ magnétique de l'ordre de quelques dizaines à centaines de gauss pourrait contrer ces effets sur l'atmosphère mais les planètes telluriques disposent de champs magnétiques généralement plus faibles, comme 0,5 gauss pour la Terre).
Par ailleurs, l'âge de TRAPPIST-1 a étant évalué à 7,6 ± 2,2 milliards d'années, le niveau de rayonnements actuels est probablement suffisamment important pour avoir entraîné l'évaporation de l'équivalent d'au moins un océan terrestre sur les planètes TRAPPIST-1 b, TRAPPIST-1 c, TRAPPIST-1 d et TRAPPIST-1 e. Cependant, les planètes du système, dans le cas où elles disposeraient de faibles masses volumiques, possèdent potentiellement des réservoirs de substances volatiles dont de l'eau et l'évaporation de l'eau et l'échappement de l'hydrogène peuvent conduire à une atmosphère riche en oxygène, en particulier en ozone, celui-ci réduisant le flux surfacique d'ultraviolets. Enfin, les températures de surface de TRAPPIST-1 h sont probablement trop faibles pour permettre la présence d'eau liquide en surface, sauf s'il existe un réchauffement par effet de marée non négligeable ou des restes d'une atmosphère primordiale suffisamment importants pour avoir ralenti le refroidissement de la planète ou engendrer un effet de serre (notamment si l'atmosphère est riche en dihydrogène).
Leur relativement faible éloignement avec la Terre permet d'espérer que l'on pourra bientôt en étudier l'atmosphère par spectroscopie.
En août 2017, de nouveaux travaux sur la perte d'eau des planètes du système sont publiés. Ils suggèrent que TRAPPIST-1 b et TRAPPIST-1 c sont en situation d'emballement de l'effet de serre depuis leur formation (à la condition que celles-ci se soient formées avec suffisamment d'eau pour entretenir la situation d'emballement jusqu'à aujourd'hui), ce qui aurait potentiellement engendré des pertes d'environ l'équivalent de vingt océans terrestres pour la première et dix pour la seconde. TRAPPIST-1 d (dans le cas où celle-ci a une rotation synchrone), TRAPPIST-1 e, TRAPPIST-1 f, TRAPPIST-1 g et TRAPPIST-1 h ont subi un emballement de l'effet de serre qui a duré entre dix millions et quelques centaines de millions d'années. Si TRAPPIST-1 d n'est pas en rotation synchrone avec son étoile, il est possible qu'elle soit encore en situation d'emballement de l'effet de serre. En considérant que les pertes d'eau n'ont lieu qu'en situation d'emballement de l'effet de serre, l'étude suggère également que TRAPPIST-1 d (avec une rotation synchrone), TRAPPIST-1 e et TRAPPIST-1 f pourraient avoir subi une perte inférieure à l'équivalent de quatre océans terrestres chacune durant ce processus et TRAPPIST-1 g et TRAPPIST-1 h l'équivalent d'un chacune.
D'autre part, une part significative de l'eau potentiellement présente en surface sur les planètes en zone habitable pourrait avoir été apportée par dégazage après l'entrée de celles-ci dans la zone habitable (potentiellement de l'ordre de l'équivalent d'un à deux océans terrestres). Ce dégazage tardif pourrait ainsi être un élément critique pour maintenir l'habitabilité de planètes du système. Toutefois l'équipe, dirigée par Vincent Bourrier de l'Observatoire de l'université de Genève, appelle à un optimisme mesuré au sujet de ces nouvelles découvertes et souligne qu'il est nécessaire de « réaliser des études théoriques et des observations complémentaires de toutes les longueurs d'onde, dans le but de déterminer la nature des planètes de TRAPPIST-1 et leur potentiel d'habitabilité ». Des études plus pointues devraient être menées grâce aux capacités du futur télescope spatial James-Webb,.
Les différentes planètes du système ont été détectées par la méthode des transits, et inversement la Terre sera détectable par cette même méthode depuis le système TRAPPIST dans environ 1 600 ans.

### TRAPPIST-1 a, l'étoile
L'étoile est une naine ultra-froide. Son rayon et sa masse sont respectivement égaux à environ 11,5 % et 8 % de ceux du Soleil. Elle a été répertoriée dans le catalogue 2MASS (2003) sous la désignation 2MASS J23062928-0502285 avant que le système ne reçoive la désignation TRAPPIST-1 après que des planètes y ont été découvertes. En plus de sa désignation 2MASS, l'étoile a donc depuis la désignation TRAPPIST-1 a, usuellement abrégée simplement en TRAPPIST-1 quand il n'y a pas de risque de confusion avec le système global.
Cette étoile a un âge estimé de 7,6 ± 2,2 milliards d'années. Parce qu'elles sont bien moins lumineuses et totalement convectives, les naines rouges ont une durée de vie beaucoup plus longue que le Soleil. Une étoile avec 8 % de la masse solaire, comme TRAPPIST-1, est destinée à rester sur la séquence principale jusqu'à 12 000 milliards d'années, puis évoluera vers une étape de naine bleue en devenant plus chaude (« bleue » par opposition aux étoiles plus massives qui elles deviennent des géantes rouges). Cette étoile a une métallicité (l'abondance des éléments qui ne sont pas l'hydrogène et l'hélium) semblable au Soleil, avec une abondance de fer de 109 % de la valeur solaire.
| Distance           | 12,1 ± 0,4 pc            |
| Masse              | 0,080 ± 0,007 M☉         |
| Rayon              | 0,117 ± 0,004 R☉         |
| Densité            | 50,7+1,2−2,2 ρ☉          |
| Luminosité         | 0,000 525 ± 0,000 036 L☉ |
| Métallicité [Fe/H] | +0,04 ± 0,08             |
| Âge                | > 500 millions d'années  |

### TRAPPIST-1 b, la première planète

Les planètes ont une rotation synchrone (animation de gauche) et présentent ainsi toujours la même face à leur étoile. Elles sont probablement verrouillées par les forces de marée.

Le rayon de cette planète est comparable à celui de la Terre, et sa période orbitale est de 1,510 870 81 (± 60 × 10-8) jour terrestre,.
| Période orbitale                | 1,510 870 81 ± 0,000 000 60 jours           |
| Date du milieu du transit       | 2 457 322,517 36 ± 0,000 10 (date julienne) |
| Profondeur de transit           | 0,7266 ± 0,0088 %                           |
| Durée du transit                | 36,40 ± 0,17 minutes                        |
| Inclinaison orbitale            | 89,65 ± 0,25º                               |
| Excentricité orbitale           | 0,019 ± 0,008                               |
| Demi-grand axe                  | 0,011 11 ± 0,000 34 UA                      |
| Rayon                           | 1,086 ± 0,035 R⊕                            |
| Masse                           | 0,79 ± 0,27 M⊕                              |
| Densité                         | 0,66 ± 0,56 ρ⊕                              |
| Irradiation                     | 4,25 ± 0,33 S⊕                              |
| Température d'équilibre (A = 0) | 400,1 ± 7,7 K                               |

### TRAPPIST-1 c, la deuxième planète
La taille de cette planète est comparable à celle de la Terre, et sa période orbitale est de 2,421 823 3 (± 17 × 10-7) jours terrestres, et est à environ 0,015 UA de son étoile, soit environ 2,25 millions de km.
| Période orbitale                | 2,421 823 3 ± 0,000 001 7 jours             |
| Date du milieu du transit       | 2 457 282,807 28 ± 0,000 19 (date julienne) |
| Profondeur de transit           | 0,687 ± 0,010 %                             |
| Durée du transit                | 42,37 ± 0,22 minutes                        |
| Inclinaison orbitale            | 89,67 ± 0,17º                               |
| Excentricité orbitale           | 0,014 ± 0,005                               |
| Demi-grand axe                  | 0,015 21 ± 0,000 47 UA                      |
| Rayon                           | 1,056 ± 0,035 R⊕                            |
| Masse                           | 1,38 ± 0,61 M⊕                              |
| Densité                         | 1,17 ± 0,53 ρ⊕                              |
| Irradiation                     | 2,27 ± 0,18 S⊕                              |
| Température d'équilibre (A = 0) | 341,9 ± 6,6 K                               |

### TRAPPIST-1 d, la troisième planète
Lors de la publication de la découverte des premières planètes de ce système par Michaël Gillon et ses collaborateurs en 2016, deux transits n'appartenant pas aux planètes b et c avaient été attribués à une même troisième planète dont la période de révolution, mal contrainte, était estimée à entre 4,5  et   73 jours terrestres. Grâce à de nouvelles observations, il s'est avéré que ces deux transits appartenaient à deux planètes distinctes, désormais nommées TRAPPIST-1 d et e. Après une nouvelle étude, la période de révolution de TRAPPIST-1 d est finalement évaluée à 4,049 610 (± 63 × 10-6) jours terrestres.
| Période orbitale                | 4,049 610 ± 0,000 063 jours                 |
| Date du milieu du transit       | 2 457 670,141 65 ± 0,000 35 (date julienne) |
| Profondeur de transit           | 0,367 ± 0,017 %                             |
| Durée du transit                | 49,13 ± 0,65 minutes                        |
| Inclinaison orbitale            | 89,75 ± 0,16º                               |
| Excentricité orbitale           | 0,003+0.004 −0.003                          |
| Demi-grand axe                  | 0,021 44 ± 0,000 65 UA                      |
| Rayon                           | 0,772 ± 0,030 R⊕                            |
| Masse                           | 0,33 ± 0,15 M⊕                              |
| Densité                         | 0,89 ± 0,60 ρ⊕                              |
| Irradiation                     | 1,143 ± 0,088 S⊕                            |
| Température d'équilibre (A = 0) | 288,0 ± 5,6 K                               |

### TRAPPIST-1 e, la quatrième planète
TRAPPIST-1 e a une période de révolution de 6,099 615 (± 11 × 10-6) jours terrestres.
En diamètre, en densité et en quantité de rayonnement qu'elle reçoit de son étoile, c'est la planète orbitant autour de TRAPPIST-1 la plus similaire à la Terre, et est située à 0,028 UA de son étoile, soit environ 4,2 millions de kilomètres.
| Période orbitale                | 6,099 615 ± 0,000 011 jours                 |
| Date du milieu du transit       | 2 457 660,378 59 ± 0,000 35 (date julienne) |
| Profondeur de transit           | 0,519 ± 0,026 %                             |
| Durée du transit                | 57,21 ± 0,71 minutes                        |
| Inclinaison orbitale            | 89,86 ± 0,11º                               |
| Excentricité orbitale           | 0,007 ± 0,003                               |
| Demi-grand axe                  | 0,028 17 ± 0,000 85 UA                      |
| Rayon                           | 0,918 ± 0,039 R⊕                            |
| Masse                           | 0,24+0,56−0,24 M⊕                           |
| Densité                         | 0,80 ± 0,76 ρ⊕                              |
| Irradiation                     | 0,662 ± 0,051 S⊕                            |
| Température d'équilibre (A = 0) | 251,3 ± 4,9 K                               |

### TRAPPIST-1 f, la cinquième planète
TRAPPIST-1 f a une période de révolution de 9,206 690 (± 15 × 10-6) jours terrestres et est située à 0,037 ua de son étoile, soit environ 5,54 millions de kilomètres.
| Période orbitale                | 9,206 690 ± 0,000 015 jours                 |
| Date du milieu du transit       | 2 457 671,397 67 ± 0,000 23 (date julienne) |
| Profondeur de transit           | 0,673 ± 0,023 %                             |
| Durée du transit                | 62,60 ± 0,60 minutes                        |
| Inclinaison orbitale            | 89,680 ± 0,034º                             |
| Excentricité orbitale           | 0,011 ± 0,003                               |
| Demi-grand axe                  | 0,037 1 ± 0,001 1 UA                        |
| Rayon                           | 1,045 ± 0,038 R⊕                            |
| Masse                           | 0,36 ± 0,12 M⊕                              |
| Densité                         | 0,60 ± 0,17 ρ⊕                              |
| Irradiation                     | 0,382 ± 0,030 S⊕                            |
| Température d'équilibre (A = 0) | 219,0 ± 4,2 K                               |

### TRAPPIST-1 g, la sixième planète
TRAPPIST-1 g a une période de révolution de 12,352 94 (± 12 × 10-5) jours terrestres et est à environ 0,046 7 UA de son étoile, soit environ 7 millions de kilomètres.
| Période orbitale                | 12,352 94 ± 0,000 12 jours                  |
| Date du milieu du transit       | 2 457 665,349 37 ± 0,000 21 (date julienne) |
| Profondeur de transit           | 0,782 ± 0,027 %                             |
| Durée du transit                | 68,40 ± 0,66 minutes                        |
| Inclinaison orbitale            | 89,710 ± 0,025º                             |
| Excentricité orbitale           | 0,003 ± 0,002                               |
| Demi-grand axe                  | 0,045 1 ± 0,001 4 UA                        |
| Rayon                           | 1,127 ± 0,041 R⊕                            |
| Masse                           | 0,566 ± 0,038 M⊕                            |
| Densité                         | 0,94 ± 0,63 ρ⊕                              |
| Irradiation                     | 0,258 ± 0,020 S⊕                            |
| Température d'équilibre (A = 0) | 198,6 ± 3,8 K                               |

### TRAPPIST-1 h, la septième planète
La période de révolution de TRAPPIST-1 h est d'environ 18,765 jours terrestres  et est à environ 0,0617 UA de son étoile, soit environ 9,3 millions de kilomètres.
| Période orbitale                | 18,765 jours                                |
| Date du milieu du transit       | 2 457 662,554 63 ± 0,000 56 (date julienne) |
| Profondeur de transit           | 0,352 ± 0,033 %                             |
| Durée du transit                | 76,7 ± 2,5 minutes                          |
| Inclinaison orbitale            | 89,80 ± 0,07º                               |
| Excentricité orbitale           | 0,086 ± 0,032                               |
| Rayon                           | 0,755 ± 0,034 R⊕                            |
| Masse                           | 0,086 ± 0,084 M⊕                            |
| Densité                         | Inconnue                                    |
| Température d'équilibre (A = 0) | 173 ± 4 K                                   |

### Une huitième planète?
Selon Brice-Olivier Demory, il pourrait exister une huitième planète au-delà des sept premières. Cette planète supplémentaire serait de la taille de Mars. Son existence reste néanmoins à confirmer par des observations supplémentaires. Le chronométrage des avances ou retard des transits n'a, pour le moment, pas révélé la présence d'une planète supplémentaire. Ceci a permis de contraindre plus fortement la masse et l'orbite des autres planètes.

### Tableau récapitulatif des caractéristiques
| Planète | Masse                 | Demi-grand axe (ua)         | Période orbitale (jours)  | Excentricité      | Inclinaison | Rayon          |
| ------- | --------------------- | --------------------------- | ------------------------- | ----------------- | ----------- | -------------- |
| b       | 1,017+0,154 −0,143 M🜨 | 0,011 55 (1,73 million km)  | 1,510 876 37±0,000 000 39 | 0,006 22±0,003 04 | 89,56±0,23° | 1,121±0,032 R🜨 |
| c       | 1,156+0,142 −0,131 M🜨 | 0,015 82 (2,37 millions km) | 2,421 817 46±0,000 000 91 | 0,006 54±0,001 88 | 89,70±0,18° | 1,095±0,031 R🜨 |
| d       | 0,297+0,039 −0,035 M🜨 | 0,022 28 (3,33 millions km) | 4,049 959±0,000 078       | 0,008 37±0,000 93 | 89,89±0,15° | 0,784±0,023 R🜨 |
| e       | 0,772+0,079 −0,075 M🜨 | 0,029 28 (4,38 millions km) | 6,099 043±0,000 015       | 0,005 10±0,000 58 | 89,74±0,07° | 0,910±0,027 R🜨 |
| f       | 0,934+0,080 −0,078 M🜨 | 0,038 53 (5,76 millions km) | 9,205 585±0,000 016       | 0,010 07±0,000 68 | 89,72±0,04° | 1,046±0,030 R🜨 |
| g       | 1,148+0,098 −0,095 M🜨 | 0,046 88 (7,01 millions km) | 12,354 473±0,000 018      | 0,002 08±0,000 58 | 89,72±0,03° | 1,148±0,033 R🜨 |
| h       | 0,331+0,056 −0,049 M🜨 | 0,061 93 (9,27 millions km) | 18,767 953±0,000 080      | 0,005 67±0,001 21 | 89,80±0,02° | 0,773±0,027 R🜨 |

### Galerie

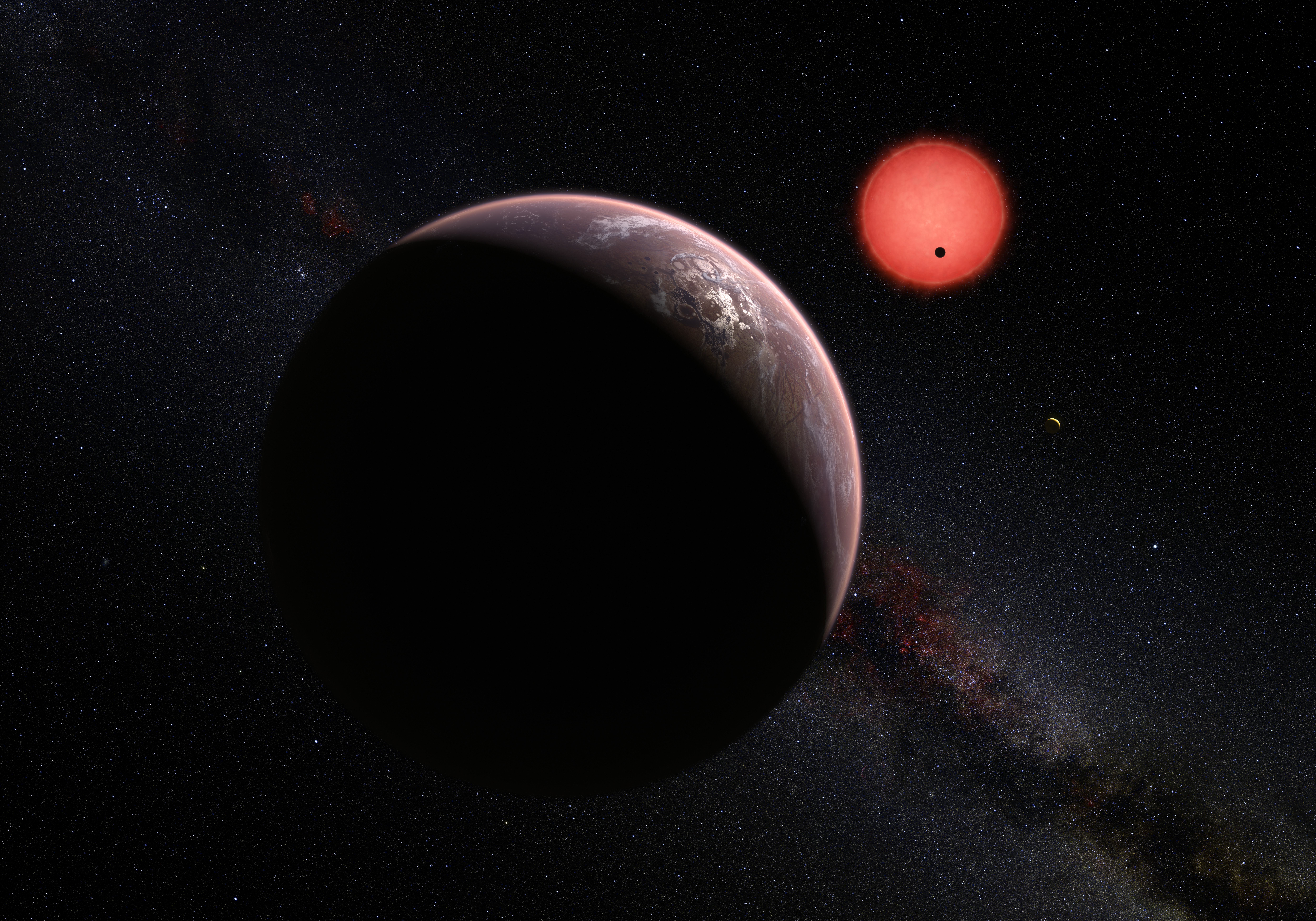
Vue d'artiste du système.
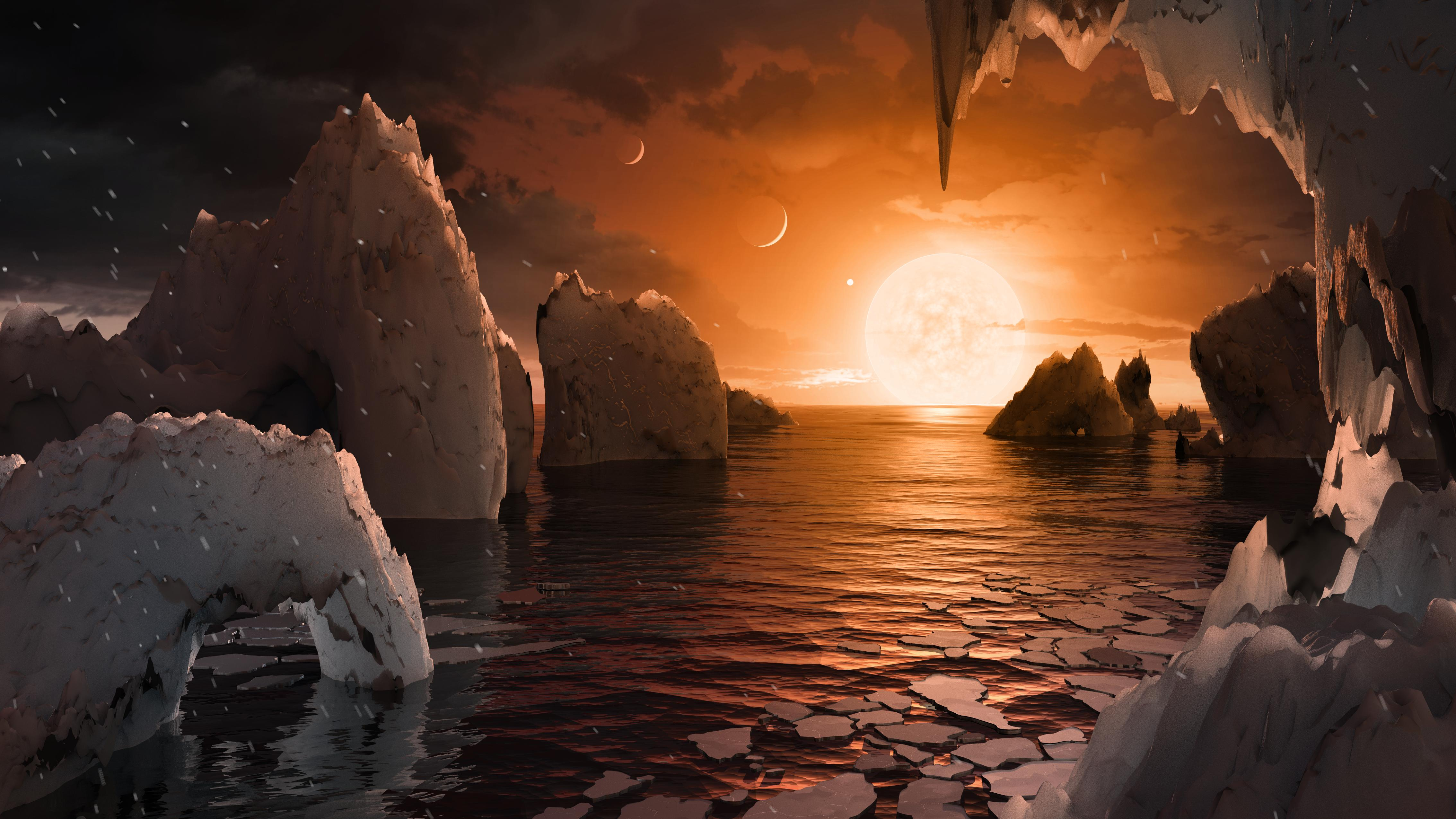
Surface de la planète f, certaines planètes du système contiendraient probablement de l'eau liquide
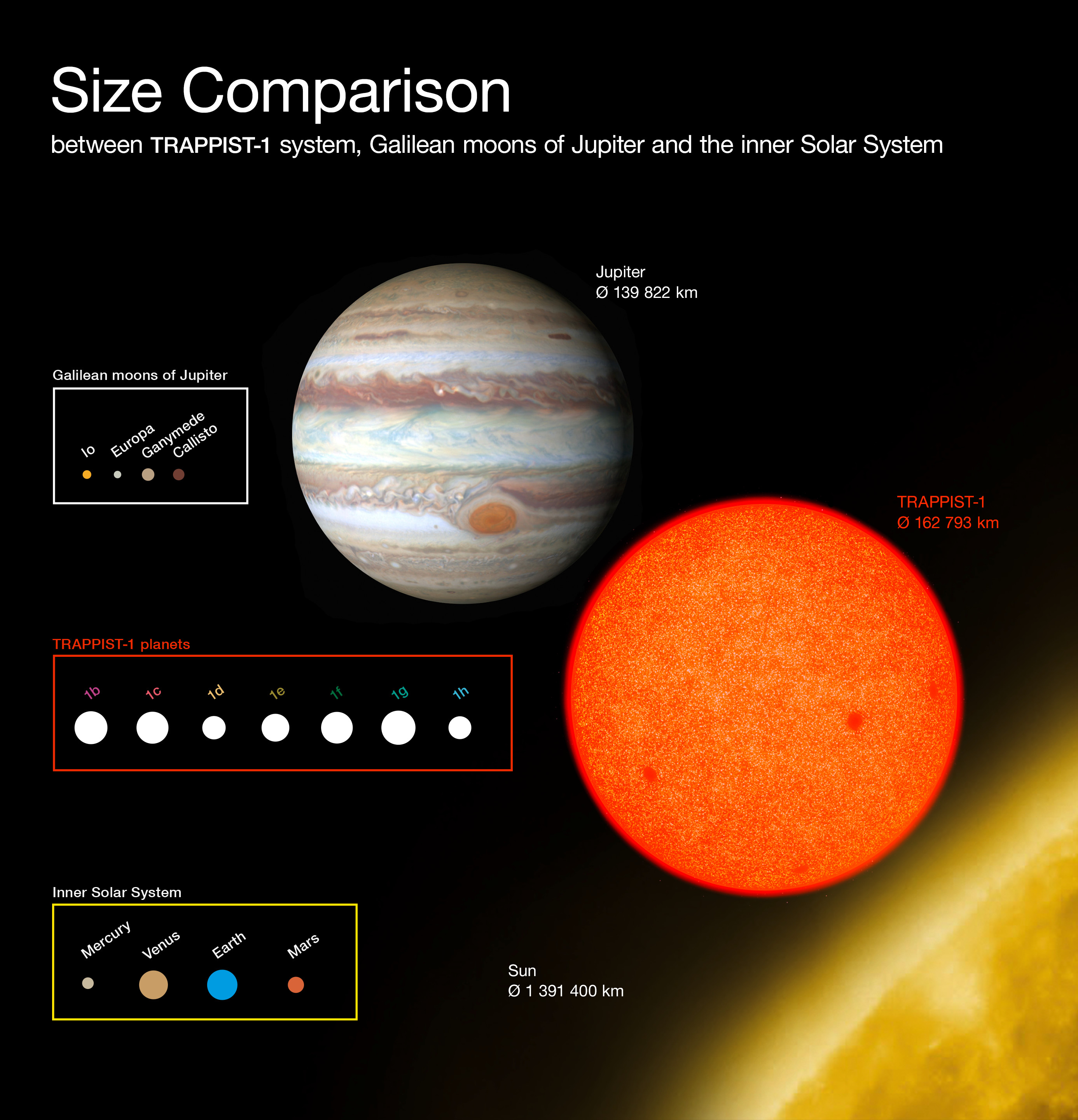
Comparaison entre les objets identifiés du système TRAPPIST-1 et quelques objets du Système solaire.
- Vidéo présentant le système TRAPPIST-1.
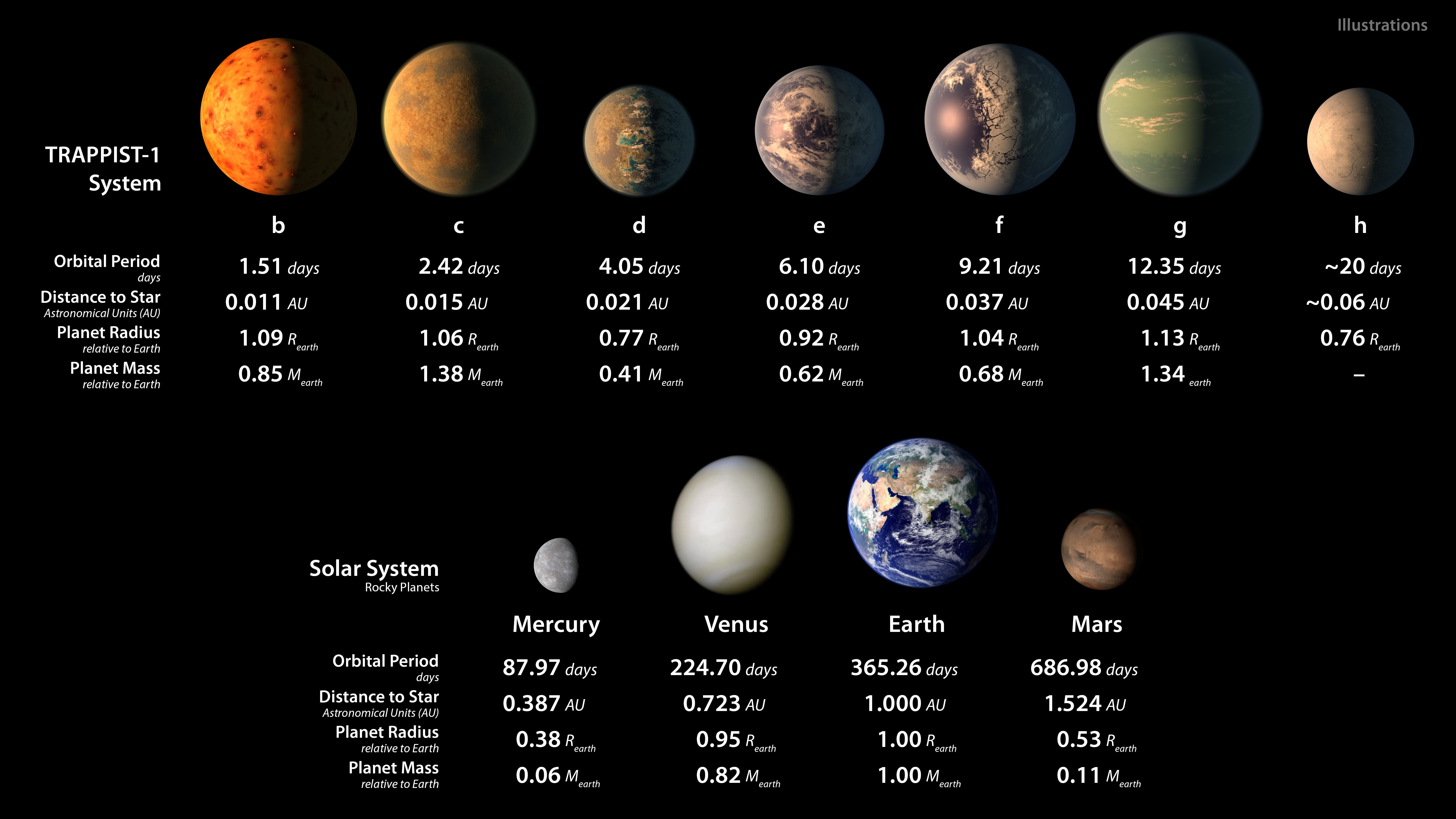
En haut : représentation d'artiste des 7 planètes du système TRAPPIST-1 (les nombres indiquent pour chacune la période orbitale, la distance à l'étoile, le rayon et la masse, comparés à la Terre). En bas : les planètes telluriques du Système solaire, à la même échelle.
Représentation d'artiste du système planétaire de TRAPPIST-1, respectant les valeurs relatives des diamètres et des distances à l'étoile.